# Garmerwolde
Garmerwolde (Gronings: Gaarmerwold of Gaarmwol) is een dorp in de gemeente Groningen in de provincie Groningen (Nederland). Het dorp ligt deels aan het Damsterdiep en telt 510 inwoners (2023). Tot 1 januari 2019 behoorde het dorp tot de gemeente Ten Boer. 

## Geschiedenis
In de middeleeuwen was hier veen (wold). Verkavelingspatronen laten zien dat het dorp is ontstaan door ontginning vanaf de westelijke oever van de Fivelboezem. Loodrecht op de verkavelingsrichting ontstonden bewoningsassen, waarvan Garmerwolde de laatste was. Daarna stuitte men op de ontginning vanaf de westeroever van de Hunze van waaruit Noorddijk was ontstaan. De Borgsloot vormt de grens tussen deze twee verkavelingsassen.
De eerste bewoning in Garmerwolde dateert uit de 11e of 12e eeuw. De romanogotische kerk van Garmerwolde met vrijstaande toren dateert uit rond 1250. In de omgeving van het dorp hebben vroeger twee borgen gestaan. Waarschijnlijk is het dorp naar een van die borgen, Gelmersma, vernoemd. De andere borg was de Tackenborg.
Tussen Garmerwolde en Thesinge staat de Langelandstermolen, een poldermolen uit 1829.

## Buurtschappen
Tot het kerspel Garmerwolde behoren de buurtschappen Bovenrijge, Lageweg en Zevenhuisjes. De laatste naam is vrij recent en betreft de bebouwing langs de Rijksweg.
De kerkelijke registers noemen de buurtschapjes op de Streek, bij de Lege-wegh, an de Bovenrijge, an de Stadsweg, over Diep, bij 't Maer (Oudemaar) en in d'Heidenschap, alsmede sporadisch op de Kerken rijge en in de Fledderbus, verder de borgen Gelmersma en Takkenborg en het huis Ridderborg.
Het rechthuis van Garmerwolde stond aan het Damsterdiep.
Het vroegere kerspel Heidenschap werd bij Garmerwolde gevoegd, maar kwam in de 19e eeuw grotendeels ten zuiden van het Eemskanaal te liggen. Toen in 1963 het aantal bruggen werd beperkt was er geen rechtstreekse verbinding meer met Garmerwolde en daarom behoorde Heidenschap vanaf dan bij de gemeente Slochteren (thans de gemeente Midden-Groningen. Het Eemskanaal vormt nu de gemeentegrens.
Op het grondgebied van het dorp Garmerwolde lagen de voormalige waterschappen Garmerwolderpolder (voor 1750), Noorder en Zuider Heidenschapperpolder (voor 1750), Fledderbosscherpolder (voor 1750), Bovenrijgsterpolder (1799, deels), Dijksterhuis- of Hondegatspolder (voor 1824), Lagewegsterpolder (voor 1830, deels), Langelandster(molen)polder, deels (voor 1832), Lage Polder (voor 1832), Rottegatspolder (voor 1832, deels), Polder van E.J. van der Molen (1862), Buringspolder en Lange Bovenrijgsterpolder (1952, deels). De meeste watermolens zijn - zoals blijkt uit enkele kaarten van Theodorus Beckeringh - vermoedelijk al in de 18e eeuw gesticht en later vervangen door grotere exemplaren.

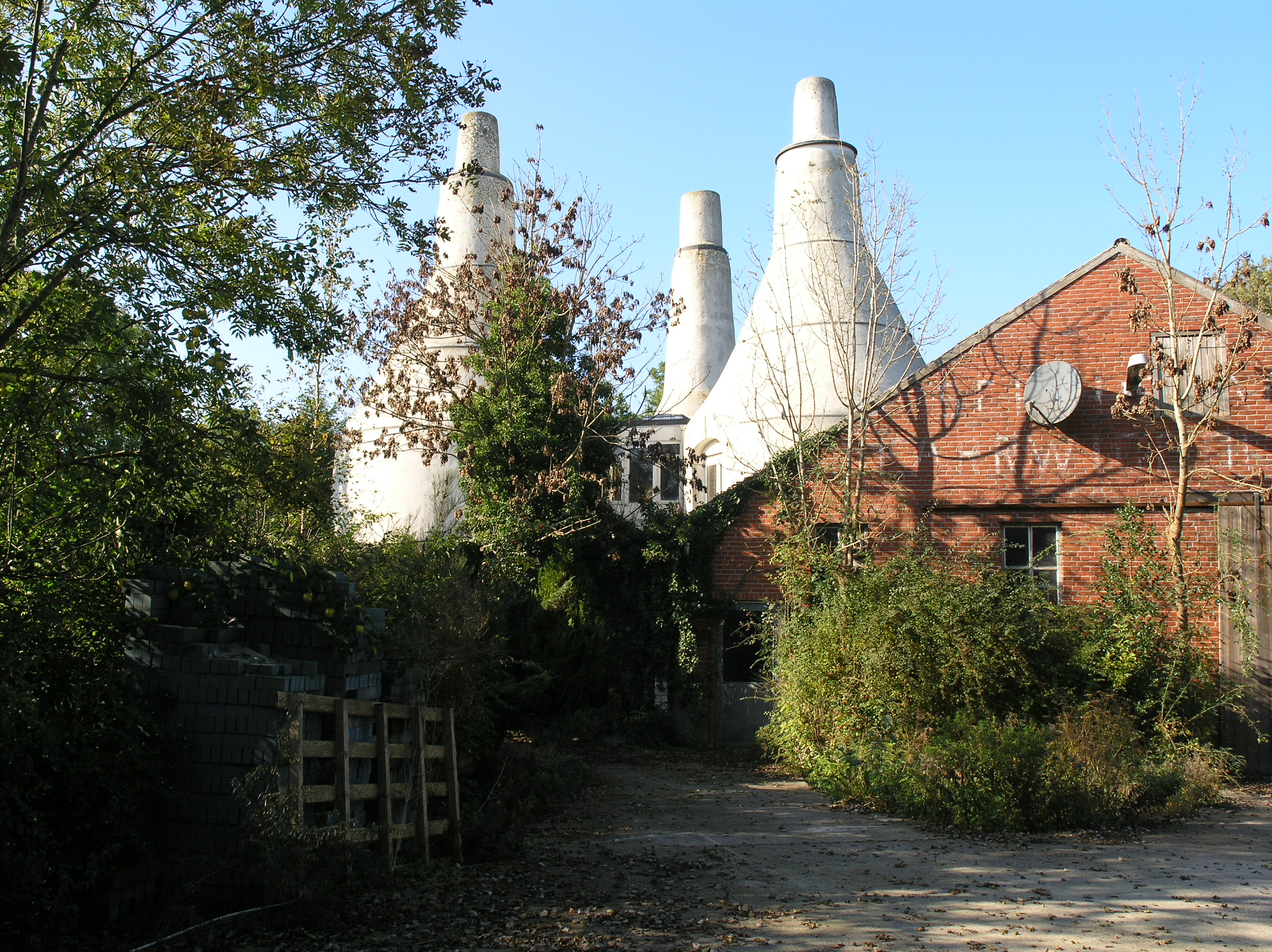
De kalkovens van Garmerwolde zijn een rijksmonument
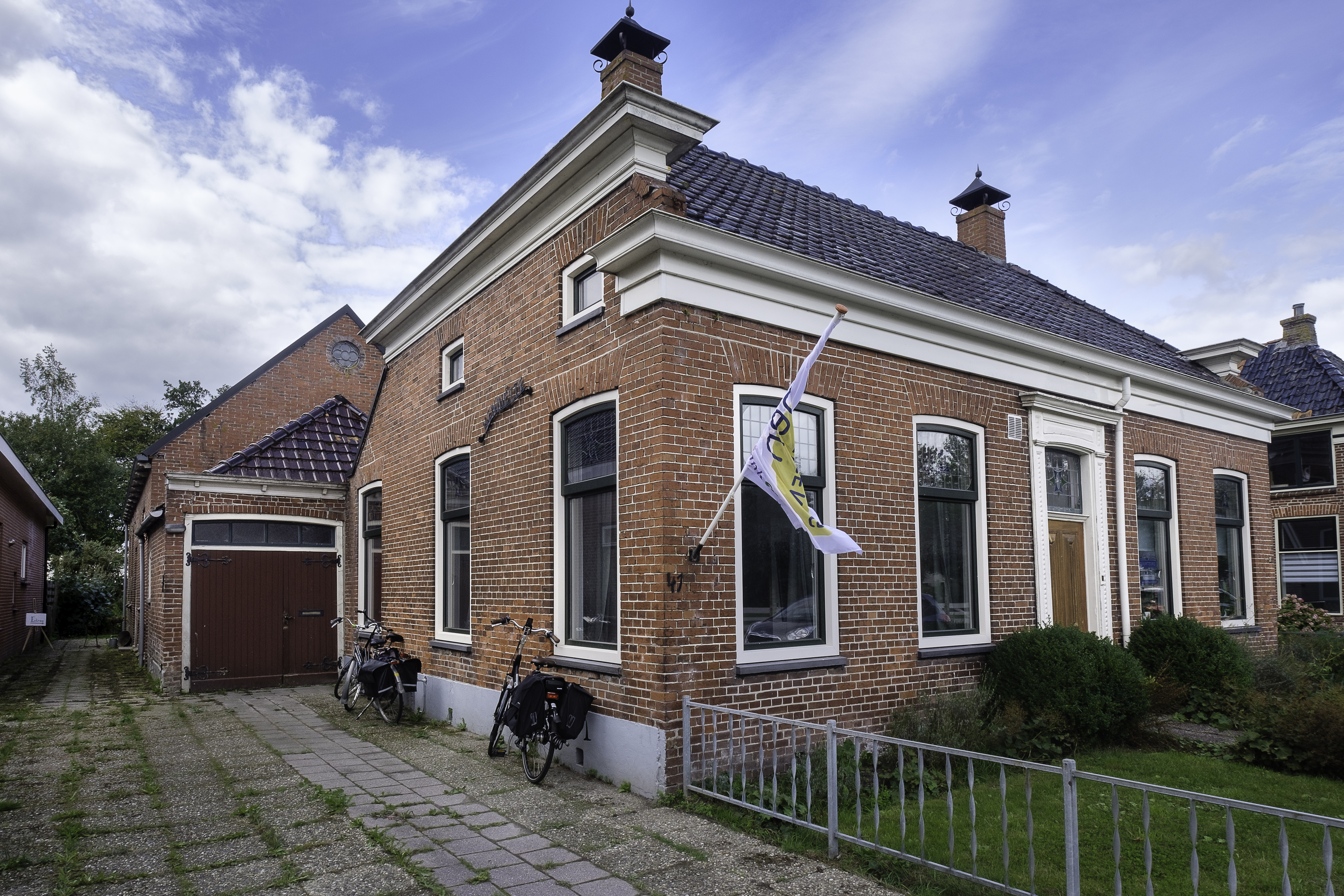
Woning met erachter het gebouw van de voormalige coöperatieve stoomzuivelfabriek Garmerwolde (1889-1919) aan de Dorpsweg 41, dat een industrieel monument vormt.

## Geboren
- Hendrik Wester (1752-1821), onderwijzer en onderwijshervormer
- Pop Dijkema (1890-1959), verzetsstrijder in de Tweede Wereldoorlog

Stad: Groningen

Dorpen: Garmerwolde · Glimmen · Haren · Harkstede (deels) · Lageland · Lellens · Meerstad · Noordlaren · Onnen · Sint-Annen · Ten Boer · Ten Post · Thesinge · Winneweer · Woltersum

Buurtschappen: Achter-Thesinge · Boltklap · Bouwerschap · Bovenrijge · Dilgt · Dorkwerd · Engelbert · Emmerwolde · Essen · Euvelgunne · Felland · Harendermolen · Hemert · Hemmen · Hoogkerk · Leegkerk · Hoornsedijk · Klein Harkstede · Kröddeburen · Lageweg · Lutjewolde · Middelbert · Noorddijk · Noorderhoogebrug · Oosterdijkshorn · Oosterhoogebrug · Oude Roodehaan · Paterswolde (deels) · Ruischerbrug · Roodehaan · Slaperstil · Steerwolde · Vierverlaten · Wittewierum · Zevenhuisjes

Provincie Groningen: Steden en dorpen      Nederland: Provincies · Gemeenten